# Mistrzostwa Europy w Lekkoatletyce 1974 – bieg na 3000 m kobiet

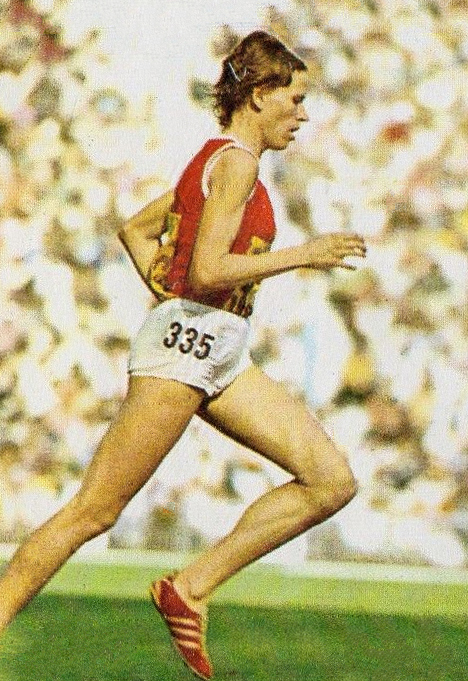
Ludmiła Bragina

Bieg na dystansie 3000 metrów kobiet był jedną z konkurencji rozgrywanych podczas XI mistrzostw Europy w Rzymie. Konkurencję tę rozegrano po raz pierwszy na mistrzostwach Europy. Odbył się od razu bieg finałowy 2 września 1974 roku. Zwyciężczynią tej konkurencji została reprezentantka Finlandii Nina Holmén. W rywalizacji wzięło udział siedemnaście zawodniczek z dwunastu reprezentacji.

## Rekordy
| Rekord świata | Ludmiła Bragina (SUN) | 8:52,8 | Durham, Stany Zjednoczone | 06.07.1974 |
| Rekord Europy | Ludmiła Bragina (SUN) | 8:52,8 | Durham, Stany Zjednoczone | 06.07.1974 |

## Wyniki

### Finał
| Miejsce | Zawodniczka             | Czas    | Uwagi   |
| ------- | ----------------------- | ------- | ------- |
| 1       | Nina Holmén             | 8:55,10 | CR · NR |
| 2       | Ludmiła Bragina         | 8:56,09 |         |
| 3       | Joyce Smith             | 8:57,39 |         |
| 4       | Natalia Andrei          | 8:58,95 | NR      |
| 5       | Paola Cacchi            | 9:01,40 |         |
| 6       | Bronisława Ludwichowska | 9:05,14 | NR      |
| 7       | Ann Ford                | 9:08,89 |         |
| 8       | Tamara Pangełowa        | 9:10,56 |         |
| 9       | Irina Bondarczuk        | 9:16,6  |         |
| 10      | Renata Pentlinowska     | 9:22,8  |         |
| 11      | Eva Gustafsson          | 9:24,2  |         |
| 12      | Rumjana Czawdarowa      | 9:31,0  |         |
| 13      | Sonja Castelein         | 9:31,2  |         |
| 14      | Marijke Moser           | 9:32,8  |         |
| 15      | Carmen Valero           | 9:35,4  |         |
| 16      | Urszula Prasek          | 9:48,4  |         |
| –       | Gudrun Hoday            | DNF     |         |